# Lazari
Lazari (Lazzari) je bila jedna od istaknutih hrvatskih obitelji iz Prčanja (Crna Gora) koja su obilježila društvenu i gospodarsku povijest svojih matičnih sredina širega područja istočnoga Jadrana i Sredozemlja, uz Đuroviće, Florije, Lukoviće, Sbutege, Verone, Radoničiće i drugi. Poznati pomorci, pomorski trgovci i ratnici, brodovlasnici.